# ماري آستل
ماري آستل (12 نوفمبر 1666 – 11 مايو 1731) كانت كاتبة وفيلسوفة وخطيبة إنجليزية رائدة في الحركة النسوية، دعت إلى تساوي الفرص التعليمية للنساء. تعرف بكونها واحدة من أولى المدافعات في إنجلترا عن حقوق المرأة، ويعتبرها البعض «أول نسوية إنجليزية».
تدافع أعمال آستل، وخاصة «اقتراح جاد للسيدات» و«بعض التأملات حول الزواج»، عن المساواة الفكرية الأساسية بين الرجال والنساء. يُعتقد أن كتاباتها الفلسفية أثرت على الأجيال التالية من النساء المتعلمات، بما في ذلك المجموعة الأدبية المعروفة باسم «أصحاب الجوارب الزرقاء». كانت معظم علاقات آستل الشخصية الوثيقة مع النساء، ولم تتزوج قط. خلال أوائل القرن الثامن عشر، انسحبت من الحياة العامة وكرست نفسها لتخطيط وإدارة مدرسة خيرية للفتيات. اعتبرت آستل نفسها امرأة مستقلة وحديثة، وكانت في مهمة محددة لإنقاذ جنسها من قمع الذكور.
رغم إسهاماتها في مجال القضية النسوية، هناك جدل ملحوظ في مجمل الأعمال الأكاديمية عندما يتعلق الأمر بتصنيفها كأول «نسوية إنجليزية». تنبع هذه الفجوة من التزامات آستل الفكرية المتضاربة. بالإضافة إلى إيمانها بالإمكانات الفكرية المتأصلة لدى النساء واستقرائها الشامل لمخاطر الأزواج القمعيين، كانت ماري آستل محافظة شديدة الولاء لحزب التوري، وكاتبة كتيبات محافظة، ومدافعة عن مبدأ الطاعة السلبية أو الاستسلام التام. حتى خلال فترة نشر أعمالها الأولى، ربما بدت آراؤها السياسية الأقوى قديمة ومنفصلة عن المعتقدات السائدة في ذلك الوقت. علاوة على ذلك، فإن تأكيدها على أهمية الدين في الصداقة النسائية والفكر النسوي أثار انتقادات المعاصرين لأعمالها.

## نشأتها
قليل من السجلات عن حياة ماري آستل بقيت لدينا. حسبما تشرح كاتبة سيرتها الذاتية، روث بيري: «كامرأة، لم يكن لها أي عمل أو نشاط يُذكر في عالم التجارة أو السياسة أو القانون. وُلدت، وماتت؛ امتلكت منزلًا صغيرًا لعدة سنوات؛ وحسابًا بنكيًا؛ ساعدت في افتتاح مدرسة خيرية في تشيلسي: هذه الحقائق التي تبينها السجلات العامة». حفظت أربع رسائل فقط من رسائلها، وذلك لأنها كانت موجهة إلى رجال مهمين في تلك الفترة. أثناء بحثها في السيرة الذاتية، اكتشفت بيري المزيد من الرسائل وقطع المخطوطات، لكنها تشير إلى أنه لو لم تكتب آستل إلى الأرستقراطيين الأثرياء الذين كان بإمكانهم تمرير ممتلكات كاملة، لكان القليل من رواية حياتها قد نجا.
وُلدت ماري آستل في نيوكاسل أبون تاين في 12 نوفمبر 1666، لوالديها بيتر وماري (إيرينغتون) آستل. كان لوالديها طفلان آخران، ويليام، الذي توفي في طفولته، وبيتر، شقيقها الأصغر. عُمّدت في كنيسة القديس يوحنا في نيوكاسل. كانت عائلتها من الطبقة المتوسطة العليا وعاشت في نيوكاسل طوال فترة نشأتها. عمل والدها تاجرًا للفحم، وكاتبًا في نقابة «هوستمن» في نيوكاسل أبون تاين، وكان أنجليكانيًّا ملكيًا محافظ. كان والد أم ماري أيضًا تاجرًا للفحم وعضوًا في نقابة «هوستمن». بفضل نجاح عائلتها في تجارة الفحم، تمكنت عائلتها من تحقيق مستوى من الرفاهية. في وقت ولادة ماري، لم تكن عائلتها جزءًا من طبقة النبلاء. خلال العام الذي وُلدت فيه ماري، ترقى وضع عائلتها بعد تحسين وضع أحد أجدادها. لم تتلقَ ماري تعليمًا رسميًا، لكنها تلقت تعليمًا غير رسمي من عمها رالف آستل؛ كان خريج جامعة كامبريدج ورجل دين سابق، أدى إدمانه على الكحول إلى تعليقه من الكنيسة الإنجليزية. رغم تعليقه من الكنيسة، كان مرتبطًا بالمدرسة الفلسفية في كامبريدج التي استندت في تعاليمها إلى فلاسفة مثل أرسطو وأفلاطون وفيثاغورس. توفي والدها عندما كانت تبلغ من العمر 12 عامًا، مما تركها بدون مهر (جهاز). مع استثمار ما تبقى من أموال العائلة في التعليم العالي لشقيقها، انتقلت ماري ووالدتها للعيش مع عمتها.
بعد انتقالها للعيش مع عمتها، لم يُعرف الكثير عن حياة ماري آستل حتى أوائل العشرينات من عمرها. من المحتمل أنها استمرت في تلقي التعليم غير الرسمي من عمها، ولكن لا يوجد دليل قاطع على ذلك. من الممكن أن نقص الإعالة ووضع عائلتها المالي قد حد من فرصها في الحصول على تعليم أو تطور إضافي. لا يُعرف ما إذا كان لديها أصدقاء مقربين أو إذا انخرطت في أي علاقات رومانسية. من غير الواضح ما إذا كانت قد انخرطت في أي قضايا سياسية أو اجتماعية خلال تلك الفترة، رغم إشارة كتاباتها اللاحقة إلى اهتمامها بالقضايا المتعلقة بتعليم المرأة والمساواة.

## مسيرتها
بعد وفاة والدتها وعمتها في عام 1688، انتقلت ماري آستل إلى تشيلسي، لندن، حيث تعرفت على دائرة من النساء الأدبيات والمؤثرات، بمن فيهم السيدة ماري تشودلي، وإليزابيث توماس، وجوديث دريك، وإليزابيث إلستوب، والسيدة ماري وورتلي مونتاجو. تلك النساء ساعدنها في تطوير ونشر أعمالها، وكذلك فعل ويليام سانكروفت، رئيس أساقفة كانتربري السابق. معتبرًا التزامه بيمينه السابق لجيمس الثاني، رفض أداء قسم الولاء لويليام الثالث بعد الثورة المجيدة عام 1688 وأصبح من مناهضي الحلف. قدم لها الدعم المالي وقدمها إلى ناشرها المستقبلي؛ وأهدت آستل لاحقًا مجموعة من الشعر إليه.
خلال تلك الفترة، يُعتقد أن ماري آستل ربما قضت بعض الوقت في دير بفرنسا، حيث تعرضت لأفكار حول تعليم واستقلالية المرأة. عند عودتها إلى إنجلترا، أصبحت آستل عضوًا قيمًا في مجموعة النساء المثقفات المعروفة باسم «أصحاب الجوارب الزرقاء». لا يُعرف التاريخ الدقيق لانضمامها إلى هذه الدائرة، ولكن يُعتقد أنه كان في أوائل تسعينيات القرن السابع عشر. اجتمعت المجموعة لمناقشة الأدب والعلوم والفلسفة، وغالبًا ما ركزت مناقشاتهن على القضايا المتعلقة بتعليم المرأة والمساواة. أثرت مشاركة آستل في هذه المحادثات على أعمالها اللاحقة.
كانت واحدة من أوائل النساء الإنجليزيات، بعد باتسوا ماكين، اللواتي دعين إلى فكرة أن النساء يتمتعن بالعقلانية نفسها مثل الرجال ويستحقن التعليم بنفس القدر. نُشر عملها «اقتراح جاد للسيدات لتعزيز مصالحهن الحقيقية والأعظم» لأول مرة باسم مجهول ووقعته باسم «عاشقة جنسها» في عام 1694، ويقدم خطة لإنشاء كلية نسائية بالكامل حيث يمكن للنساء متابعة حياة فكرية. في عام 1697، نشرت الجزء الثاني من عملها «اقتراح جاد»، والذي قدمت فيه منهجًا للارتقاء بالعقول.
في عام 1700، نشرت ماري آستل كتابها «بعض التأملات حول الزواج»، منتقدة فيه الأسس الفلسفية لمؤسسة الزواج في إنجلترا في القرن الثامن عشر، محذرة النساء من مخاطر الاختيار المتسرع أو غير المدروس. استخدمت دوقة مازارين مثالًا على «مخاطر التعليم السيئ والزواج غير المتكافئ». ترى آستل بأن التعليم سيساعد النساء على اتخاذ قرارات زوجية أفضل ومواجهة تحديات الحياة الزوجية: «إنها بحاجة إلى عقل قوي، وروح مسيحية حقيقية وذات مزاج جيد، وكل المساعدة التي يمكن أن يمنحها التعليم الجيد، ويجب أن تكون لديها بعض الثقة في قوتها وفضيلتها الخاصة، خلال خوضها هذه المحنة».
تحذر ماري آستل من أن التفاوت في الذكاء والشخصية والثروة قد يؤدي إلى البؤس، وتوصي بأن يكون الزواج مبنيًا على الصداقة الدائمة بدلًا من الجاذبية قصيرة الأمد. ينبغي للمرأة البحث عن «فهم جيد، وعقل فاضل، وفي جميع الجوانب الأخرى، ليكن هناك أكبر قدر ممكن من المساواة». توسعت آستل في هذا الموضوع في ردها على النقاد في الطبعة الثالثة من «بعض التأملات حول الزواج».